# 레드맨 (래퍼)

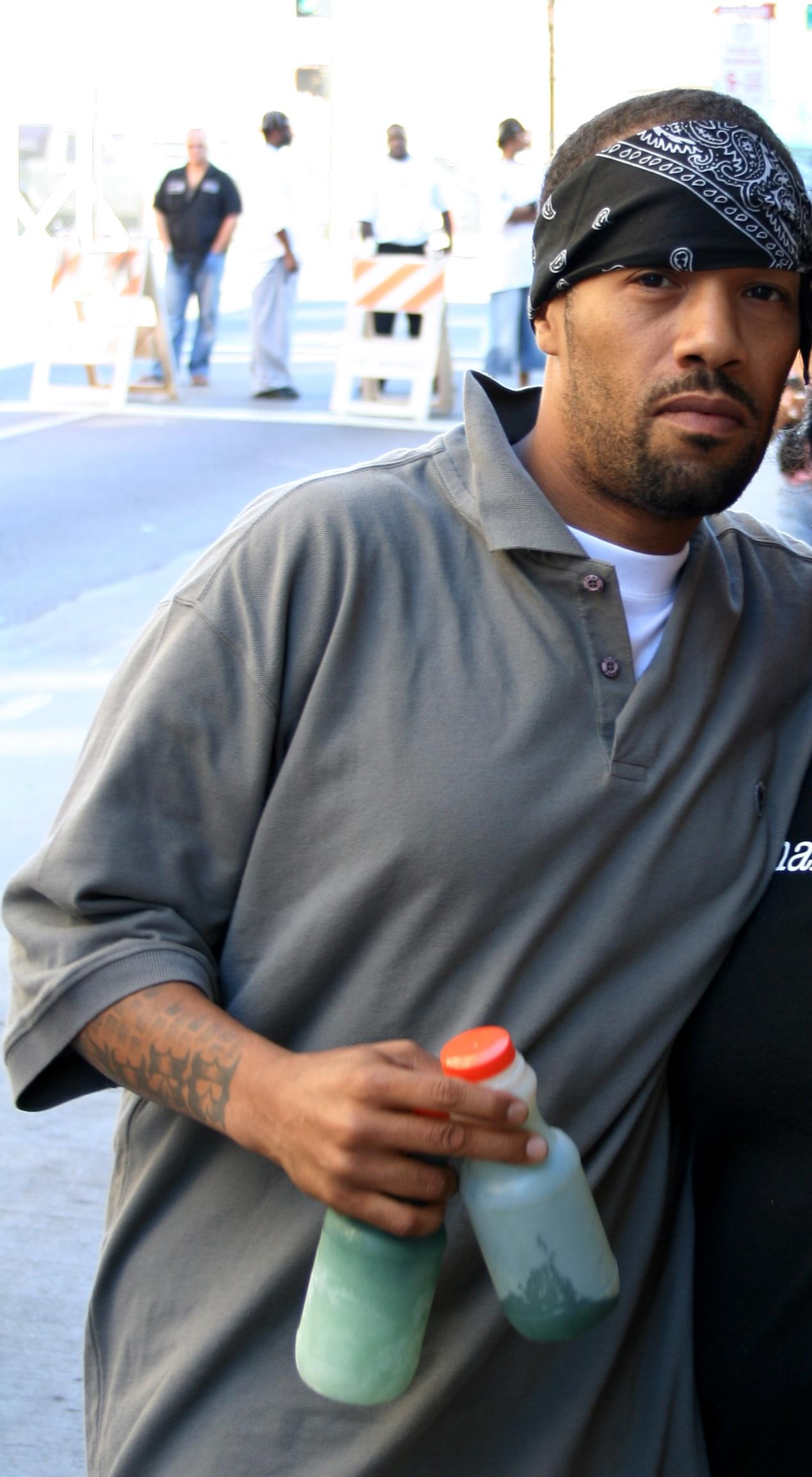
레드맨

레드맨(Redman, 본명: Reginald Reggie Noble, 1970년 4월 17일 ~ )은 미국의 래퍼겸 배우이다. 1992년 데프잼레코드에서 데뷔했으며, 메소드 맨과 절친하다.
1999년 메소드 맨과 다시 '레드맨 & 메소드 맨'의 새 앨범 'BlackOut 1'을 발매했고, 2009년에는 'Blackout 2'를 발매했다..

## 출생
그는 뉴저지에서 태어나고 자랐다. 그는 1992년 첫 앨범 'Whut? Thee Album'으로 골드를 기록했다. The Source 지에서는 그를 '올해의 랩 아티스트'로 선정하기도 했다. 1994년 그는 인기를 이어 두 번째 앨범 'Dare Iz A Darkside'를 발매했다.또한 첫싱글을 샘플링을 이용한 곡들을 제작하여 인기가 좋아졌다. 1999년 우 탱 클랜에 멤버 메소드 맨과 함께 그룹'Method Man & Redman'을 결성하여 첫앨범 'Blackout'으로 빌보드 차트 상위권에 오른다. 발매후 3달 만에 플래티넘을 기록했다. 2002년 크리스티나 아길레라의 곡 'Dirty'에 참여했고,Pink!의 리믹스앨범에도 피쳐링을 했다. 또한 영국 MTV에서 그를 그해의 랩아티스트로 선정했다. 특히 2006년에 발매한 'Put It Down'은 2006년의 수작 앨범으로 꼽힌다.

## 기타
- 레드맨의 할머니는 한국인인데 그녀의 영향을 받아 종종 트랙에 한국어가 나오는 통화나 말들이 들어간다.